# Hunaland
Hunaland oder Húnaland ist die altnordische Bezeichnung für ein Gebiet, dessen genaue Lage unklar ist. Es wird unter anderem in altnordischen Quellen aus dem 13. und 14. Jahrhundert erwähnt. Der Name dürfte mit dem Stammnamen Hugas oder Hugonen zusammenhängen, womit man im Frühmittelalter die Franken bezeichnet haben soll.
In den nordischen Quellen bezeichnete Hunaland sowohl das norddeutsche Land der Franken (lateinisch Hugones, altenglisch Hūgas) als auch das Land der Hunnen in Pannonien (Ungarn). Die verschiedenen Lokalisierungen in Deutschland erstrecken sich vom heutigen südwestlichen Schleswig-Holstein bis zu Nordrhein-Westfalen. Ungarn galt als das Land der Hunnen und Awaren. An die Stelle des unspezifischen Hunnen- oder Hunalandes trat im Spätmittelalter meist Ungarn, ohne dass sich die Schauplätze immer dorthin verlagerten.
Der Ursprung des Begriffs Hunaland liegt vermutlich in der Völkerwanderungszeit. Laut der Quedlinburger Annalen wurde der fränkische König Theuderich I. als Hugo angedeutet. Hier heißt es:
„Dieser Theodorich heißt Hugo, oder Franke, weil einst alle Franken nach einem ihrer Anführer Hugo Hugonen (Hugones) genannt wurden.“
Der lateinische Name des Königs wurde im mittelhochdeutschen Gedicht Wolfdietrich als Hugdietrich übersetzt.
Die Verwirrung zwischen Hunnen und Hugen hatte sowohl sprachliche als auch historische Gründe.
Der Chronist Gregor von Tours behauptete bereits im 6. Jahrhundert, wohl zu Unrecht, dass die Franken, wie die Hunnen, aus Pannonien stammten. Laut des Germanisten Norbert Wagner lag eine Verwechslung beider Begriffe nahe und kann eine Entwicklung von Hūgas nach *Hūnas sprachgeschichtlich plausibel gemacht werden. Die Möglichkeit, dass fränkische Söldner in Pannonien gedient haben, darf allerdings nicht ausgeschlossen werden.
Man hat wohl einen Zusammenhang zwischen den Stammnamen Hugas mit dem der Chauken vermutet, weil beide etymologisch als „die Hohen“ gedeutet werden. Demzufolge könnte man die Franken, deren genauen Herkunft ungewiss ist, als Nachkommen der Chauken bezeichnen. Die sprachgeschichtliche Zusammenhang zwischen den beiden Begriffen ist jedoch fraglich. Eher handelt es sich, laut des Germanisten Ludwig Rübekeil, um ein „mythologisches Konstrukt, das sich die formale und semantische Ähnlichkeit beider Wortformen zunutze machte“ und eine bewusste Akt der „Selbstdefinition“ voraussetzte. Folgt man seiner Argumentation, sodann dann verdankt der Stammesname Hugas, auf den sich das Wort Hunaland bezieht, seine Verbreitung vor allem dem Ruhm, den der Name der Chauci zuvor hatte. Zwischen der letzten Erwähnung chaukischer Piraten im späten 2. Jahrhundert und den ersten Berichten über die Einbrüche der Franken im Römischen Reich verging immerhin fast ein Jahrhundert.

## Lokalisierung
Die Abgrenzungen in den schriftlichen Quellen lassen darauf schließen, dass das literarische Hunaland nicht im südöstlichen Ostseegebiet (Wilzenland, Russia, Pul(in)aland, Wendland) und nicht in Skandinavien (Reidgotaland, Gautland) lag. Diese sagengeografischen Begriffe müssen überlieferungsabhängig unterschieden werden. Gemeint ist mit Hunaland also entweder ein Gebiet südlich an Jütland grenzend sowie westlich von slawischem Gebiet oder, bis etwa zum 6. Jahrhundert, ein Bereich vom heutigen Ungarn als „Land der Hunnen“ (oder Awaren) bis zur Donau, insoweit zwischen Ostgoten, Fränkischem Reich und Gardarike (spätere Kiewer Rus). Hunaland könnte aber auch „ein alter Landschaftsname gewesen sein, der mit dem Namen der Hunnen erst sekundär identifiziert wurde“.
Möglicherweise besteht auch ein Zusammenhang zwischen Hunaland und dem Gebiet der Hundinge. Kemp Malone versteht diesen Volksstamm, dessen Herrschaftsgebiet zweimal im Widsith (Zeile 23 und 81) genannt wird und auch im Beowulf auftaucht, als „apparently an old nickname of the Langobards, later confined to the part of the tribe settled in East Holstein“. Allerdings könnten auch die Flüsse Hunte (in Niedersachsen) und Hunze (in den Niederlanden) als geonymische Relikte oder Namenspaten gedeutet werden.

## Altenglische und lateinische Quellen
Der eigentliche Begriff Hunaland existiert im Altenglischen und Lateinischen nicht; allerdings werden in verschiedenen Texten Herrschaftsgebiete von Hunnen oder Hunen genannt. Diese Angaben können bei der Lokalisierung von Hunaland helfen.
Im 8. Jahrhundert erwähnt Beda Venerabilis in seiner Historia ecclesiastica gentis Anglorum in einer geografisch begrenzten Aufzählung das Gebiet der Hunni in einem Bereich zwischen Nord- und Ostsee:
… quarum in Germania plurimas noverat esse nationes, a quibus Angli vel Saxones, qui nunc Britanniam incolunt, genus et originem duxisse noscuntur; unde hactenus a vicina gente Britonum corrupte Garmani nuncupantur. Sunt autem Fresones, Rugini, Danai, Hunni, Antiqui Saxones, Boructuarii; sunt alii perplures iisdem in partibus populi, paganis adhuc ritibus servientes, ad quos venire præfatus Christi miles, circumnavigata Britannia …
Somit lokalisiert er die Hunni zwischen Dänen (Danai) und Altsachsen (Antiqui Saxones) und erwähnt sie zusammen mit Friesen, Rugiern und (vermutlich) Brukterern.
Im altenglischen Preislied Widsith wird zwischen zwei hun(n)ischen Herrschaftsbegriffen unterschieden, und zwar zum einen in Zeile 18 (Ætla weóld Hûnum, Eormanríc Gotum) und zum anderen in Zeile 33 (Hún Hætwerum and Holen Wròsnum). Die von einem Hún angeführten Hætwera werden von der Forschung mit dem am Niederrhein siedelnden Volksstamm der Chattuarier gleichgesetzt, während mit den Wròsnum möglicherweise auf einen dänischen Volksstamm verwiesen wird, der auf der Insel Vresen (südöstlich von Fünen) ansässig war (also wiederum im nördlichen Raum).

## Altnordische Quellen
Eine skaldische Strophe der um 1350 in der Möðruvallabók niedergeschriebenen Kormáks saga vermittelt Húnaland als ein mit Dänemark benachbartes Gebiet:
Alls metk auðar þellu

Íslands, þás mér grandar,

Húnalands ok handan 

hugstarkr sem Danmarkar;

verð es Engla jarðar 

Eir háþyrnis geira 

(sól-Gunni metk svinna 

sunds) ok Íra grundar.
In der Thidrekssaga (um 1250), die weitgehend auf norddeutschen Vorlagen Bezug nimmt, werden das Gebiet Hunaland oder Húnaland sowie dessen Bewohner, die Húnir oder Hýnir, genannt. Gemäß den geografischen Angaben der Saga liegt das von Attila, dem Sohn des friesischen Königs Osid, eroberte hunaländische Reich im nördlichen Deutschland, welches dieser bis zu seinem Tod von seiner Soester Residenz aus regierte und das anschließend von Thidrek übernommen wurde. Heinrich Beck zufolge handelt es sich dabei um eine historisch falsche Umlokalisierung von Húnaland. Bis auf das an der Havel verortete Brandenburg liegen nach William J. Pfaff alle eindeutig identifizierbaren Orte bzw. Schauplätze zwischen der Weser und dem Rheinland, und zwar in westlicher Ausdehnung nördlich vom Sauerland und in östlicher Richtung bis an den Harz. Der nördliche Bereich von Hunaland reiche bis zu der Küstenregion von Friesland, das die Saga als unabhängiges Herrschaftsgebiet überliefert. Das auf den gleichen Sagenstoff zurückgehende Nibelungenlied spielt mit der Figur Etzel allerdings auf den Hunnenkönig Attila an.
Weitere Erwähnungen von Hunaland oder hunnischen Gebieten sind in verschiedenen Vorzeitsagas zu finden. Die Hervarar saga ok Heiðreks konungs lokalisiert Húnaland zwischen Reidgotaland, Saksland und Garðariki und erwähnt Myrkviðr als Grenzwald. Möglich wäre demzufolge ein Gebiet südlich von Jütland, nördlich und östlich von Niedersachsen und westlich von slawischem Gebiet, oder ein Gebiet der Awaren (ehemaliges Gebiet der Hunnen) zwischen Ostgoten, Fränkischem Reich und Gardarike. In der Egils saga einhenda ok Ásmundar berserkjabana liegt Rússia zwischen Hunaland und Garðariki; laut der Örvar-Odds saga reicht Hunaland bis zum Fluss Duna (Dhünn in Nordrhein-Westfalen oder Donau?) und ist benachbart zu Bjarkaland. Die Völsunga saga erzählt, dass Signy aus Hunaland die Siggeir aus Gautland heiratet, und in der Ragnars saga loðbrókar wird Hvitserk Ragnarsson, der Herrscher von Reidgotaland und Wendland (damals slawisches Gebiet), vom Fürst der Hunen getötet.
Hunaland kommt auch in altnordischen kosmographischen Texten vor, so erwähnt die „Mittlere Weltbeschreibung“ Hunaland als kleines Reich östlich von Saxland. Nur die „Weltbeschreibung mit Völkerkunde“ verortet Húnaland nicht in Osteuropa, sondern zwischen Amazonia und Albania.

## Friesland
Die Sagen von Attila, der König der Hunnen und Dietrich von Bern (thi kining Ethela, thi Hunena kining, and Thiadric, thi Bernera kining) waren auch im spätmittelalterlichen Friesland verbreitet. Im Holland und Westfriesland wurde um 1500 die Legende gepflegt, der letzte friesische König Radbod II. (Sohn des bekannten Radbods I.) hätte eine ungarische Prinzessin Amarra geheiratet. In der deutschen und französischen Romanliteratur und in volkstümlichen Chroniken, wie die des hennegauischen Historikers Jean d’Outremeuse (1338–1400), waren die Geschichten über Kriege zwischen Friesen und Hunnen (Huens) bzw. Ungarn (Hongrois) reichlich vertreten. Auch hier vermischten sich Sagen aus der Völkerwanderungszeit mit Berichten über späteren Ereignissen, die eher in Norddeutschland spielten.
Bereits um 1550 behauptete der ostfriesische Chronist Eggerik Beninga, die Stadt Groningen an der Hunze sei von den Hunnen gegründet worden. Die westfriesische Geschichtsschreibung des späten 16. Jahrhunderts fabulierte, wohl an dem Sagenstoff anknüpfend, ein mythisches Friesenreich in Westfalen rund um Soest. Autoren des 17., 18. und frühen 19. Jahrhundert haben, den gelehrten Pfarrer Johan Picardt folgend, die Namen von Hunze, Hunsingo und dem Hohenzug Hondsrug wohl mit den Hunnen in Verbindung gebracht, von den man meinte, sie hätten die Großsteingräber (Niederdeutsch: Hunebed) gebaut. Der Name Hondsrug datiert erst aus dem 18. Jahrhundert und leitet sich ebenfalls aus dem Flussnamen Hunze ab.

### Humsterland als Stammland der Hugas
Hunsingo und Humsterland sind zwei historischen Gaue im Groningerland (Niederlande), die bisweilen als Stammland der Hugas angedeutet werden. Der Name Hunsingo leitet sich von der Flussname Hunze ab, dessen Etymologie jedoch nichts mit Hunaland zu tun hat. Der Name Humsterland (Hugmerthi oder Hugumarchi, „Mark der Hugen“) wird dagegen häufig mit den Stammnamen Hugas und demzufolge mit den Chauken (beide in der Bedeutung „die Hohen“) in Verbindung gebracht.
Der heilige Altfried, Bischof von Münster und Abt der Klöster Werden und Helmstedt, vermerkt (wiederum sukzessiv wie Beda) beide Landschaften in der Vita Liudgeri, einer Biografie über seinen Onkel Liudger, dass dieser unter Karl dem Großen zum geistigen Führer der Friesen in den fünf Gauen östlich des Flusses Labeki ernannt wurde, das heißt zum
doctorem in gente Fresonum ab orientali parte fluminis Labeki super pagos quinque, quorum haec sunt vocabula Hugmerthi, Hunusga, Fivilga, Emisga, Fediritga et unam insulam, quae dicitur Bant.
Der Fluss Labeki, der in anderen Quellen auch als fluvium Lavicam bezeichnet wird, ist als dem späteren Grenzfluss Lauwers zu identifizieren, der der niederländischen Lauwerszee (jetzt Lauwersmeer genannt) seinen Namen gibt. Die damalige Insel Bant, mit den Relikten Juist und Borkum, wird in der Emsmündung vermutet, wo eine Hallig mit diesem Namen um 1600 durch Einwirkung der Wellen untergegangen ist.
Der Name Hugas kann sprachgeschichtlich mit dem Gaunamen Humsterland in Verbindung gebracht werden, umso mehr, da die ältere Forschung hier eine alte Grenze zwischen Friesen und Chauken vermutet hat. Der Germanist Elmar Seebold glaubt deshalb, dass jedenfalls ein Teil der Franken aus dem friesisch-chaukischen Küstenbezirk eingewandert ist und nachher seinen alten Stammnamen für den der Franken eingetauscht hat. Ähnliches wurde bereits 1954 vom Historiker Willem Jan de Boone vertreten. Archäologische Funde dürften diese Sachlage bestätigen.

## Heinz Ritter-Schaumburg
Der Thidrekssaga und das Nibelungenlied bildeten die Grundlage für die umstrittenen Theorien von Heinz Ritter-Schaumburg (1902–1994), der behauptete, dass die mittelalterlichen Sagenfiguren auf ein historisches Königreich Hunaland zurückgingen, das im 6. Jahrhundert am Niederrhein beheimatet gewesen wäre.